# Rio Blidul Popii
O Rio Blidul Popii é um rio da Romênia afluente do Rio Fântâneaua Rece, localizado no distrito de Timiş.